# شجرة الديمقراطية
تعرف شجرة الديمقراطية (بالماليزية: Pokok Demokrasi) بأنها شجرة مطيرة يشار إليها كموقع تجمع 27 من صناع القانون بولاية فيرق من ائتلاف التحالف الشعبي الماليزي الذي يتكون من حزب العمل الديمقراطي والحزب الإسلامي الماليزي وحزب العدالة الشعبي حيث تم عقد «جمعية طارئة» يوم 3 مارس 2009. وتقع الشجرة على بعد حوالي 100 متر من مبنى فيرق دار الرضوان الذي يضم المجلس التشريعي للولاية. وعقد أعضاء المجلس التشريعي بالولاية جلستهم تحت الشجرة بعد أن منعتهم الشرطة من دخول المبنى. ودعت الجمعية إلى قرب حدوث أزمة فيرق الدستورية عام 2009. ادعى كل من دكتور زامبري من المنظمة الوطنية الماليزية المتحدة وأمين المجلس الموقوف حديثًا عبد الله أنتونج صبري أن هذة الجلسة كانت باطلة لأنه لم تعقد بموافقة من السلطان أزلان شاه.

## المجلس
حضر27 عضوًا - جميعهم من ائتلاف التحالف الشعبي الماليزي - والتفوا جميعًا حول المتحدث سيفاكومار والذي ارتدى عباءة المتحدث الرسمي. وعقدت الجلسة في الساعة 10:20 صباحًا.

## الاقتراحات
صدرت ثلاثة اقتراحات ضمن 15 اقتراح خلال «الجلسة الطارئة». هذه الاقتراحات هي:
- دعم الداتوك سيري محمد نيزار جمال الدين بوصفه رئيس الوزراء الشرعي، وقدم الاقتراح ممثل مدينة تيتي سيرونج بالمجلس خليل أدهم ليم.
- حل مجلس الولاية، وقدم الاقتراح ممثل مدينة تيجا بالمجلس تشانج لي كانج.
- تبني الامر الذي أصدرته لجنة الحقوق والامتيازات الخاصة بإيقاف الداتوك الدكتور زامبري عبد القادر ومستشاريه التنفيذيين الستة، وقدم الاقتراح ممثل مدينة سيتياوان بالمجلس نجه كو هام.

## اللوحة التذكارية
في 8 مارس 2009، وضع أعضاء الجمعية لوحة تذكارية في وقت لاحق لإحياء ذكرى تلك الجلسة. وجاء العديد من السكان المحليين لالتقاط صور فوتوغرافية مع اللوحة والشجرة. ومع ذلك فبمرور عدة أيام قليلة، تم إتلاف اللوحة بشكل متكرر قبل أن يزيلها مجلس مدينة إيبوه في النهاية (MBI).
في 22 مارس 2009، قام التحالف الشعبي الماليزي ببيع خمس قطع من اللوحة المكسورة التي دمرها المخربون في مزاد علني إلى مؤيديهم. مجموع ما طرح بالمزاد العلني كان RM42,900، باستثناء التبرعات.

## النتائج المترتبة
صدر قرص فيديو DVD يظهر الشجرة خلال سيراماهس لكن تم منعه لاحقًا. واعتقل أونج بون بيو عضو الجمعية عن تيبينج تينجي بتهمة انتهاك الرقابة على الأفلام لعام 2002 وذلك بسبب "وضع ونشر وتوزيع وعرض محتوى قرص DVD دون الحصول أولا على الشهادة "ب" من مجلس الرقابة على الأفلام.